# Halmstad (commune)
Pour les articles homonymes, voir Halmstad (homonymie).
La commune de Halmstad est une commune du Comté de Halland en Suède. 95 774 personnes y vivaient en 2014. Son chef-lieu se trouve dans la ville de Halmstad.

## Communes limitrophes
- Falkenberg (au nord-ouest)
- Hylte (au nord-est)
- Ljungby (à l'est)
- Laholm (au sud)

## Localités principales
- Åled
- Eldsberga
- Frennarp
- Frösakull
- Fyllinge
- Getinge
- Gullbrandstorp
- Gullbranna
- Halmstad
- Harplinge
- Haverdal
- Holm
- Kvibille
- Laxvik
- Oskarström
- Sennan
- Simlångsdalen
- Skedala
- Steninge
- Trönninge
- Tylösand
- Villshärad

## Jumelage
La commune de Halmstad est jumelée avec :
- Gentofte (Danemark)
- Hanko (Finlande)
- Stord (Norvège)
- Olsztyn (Pologne)
- Kaliningrad (Russie)